# On ne cache pas une aiguille dans un sac
On ne cache pas une aiguille dans un sac est une nouvelle d’Anton Tchekhov, parue en 1885.

## Historique
On ne cache pas une aiguille dans un sac est initialement publié dans la revue russe Les Éclats, no 50, du 14 décembre 1885, sous le pseudonyme A.Tchékhonté. Aussi traduit en français sous le titre La vérité finit toujours par sortir.

## Résumé
Piotr Possoudine est un révizor, sorte d’enquêteur pour l’administration. Il se rend incognito à X, chef-lieu du canton. En chemin, il interroge sans se nommer le cocher sur sa renommée à lui : « Pas mal, répond le cocher, consciencieux, honnête, il règle rapidement les problèmes ». « A-t-il des défauts ? » demande Possoudine au cocher qui ne se doute toujours pas qu’il parle au véritable Possoudine. « Oui, il boit de la vodka dès le réveil ». Possoudine est inquiet : « D’où savent-ils cela ? » « Et il a des maîtresses », continue le cocher, et de citer leurs noms et adresses.
Le cocher raconte aussi les ruses des fonctionnaires pour être prévenus des visites « surprises » de Possoudine. Il s’avère que tout le monde dans le canton reconnaît Possoudine aux questions qu’il pose et que, par exemple, ce matin, tout le monde savait qu’il allait justement à la ville de X.
Possoudine dépité, ordonne au cocher de faire demi-tour.

## Édition française
- On ne cache pas une aiguille dans un sac, traduit par Édouard Parayre, in Œuvres I, Paris, Éditions Gallimard, coll. « Bibliothèque de la Pléiade » no 197, 1968  (ISBN 978-2-07-0105-49-6).